# قتال القوة (لعبة فيديو)
قتال القوة (بالإنجليزية: Fighting Force)‏ ، هي لعبة قتال ثلاثية الأبعاد أُنتجت في سنة 1997 في اليابان طورت من كور ديزاين وإنتجت بواسطة إيدوس إنتراكتيف ولدَيها نَفس الخطوط الكلاسيكية في لعبة القتال الأخير وشارع الغضب تلعب في البلاي ستيشن والويندوز ونينتيندو وسيجا ساترن.

## روابط خارجية
- قتال القوة على موقع IMDb (الإنجليزية)